# 喬爾巴

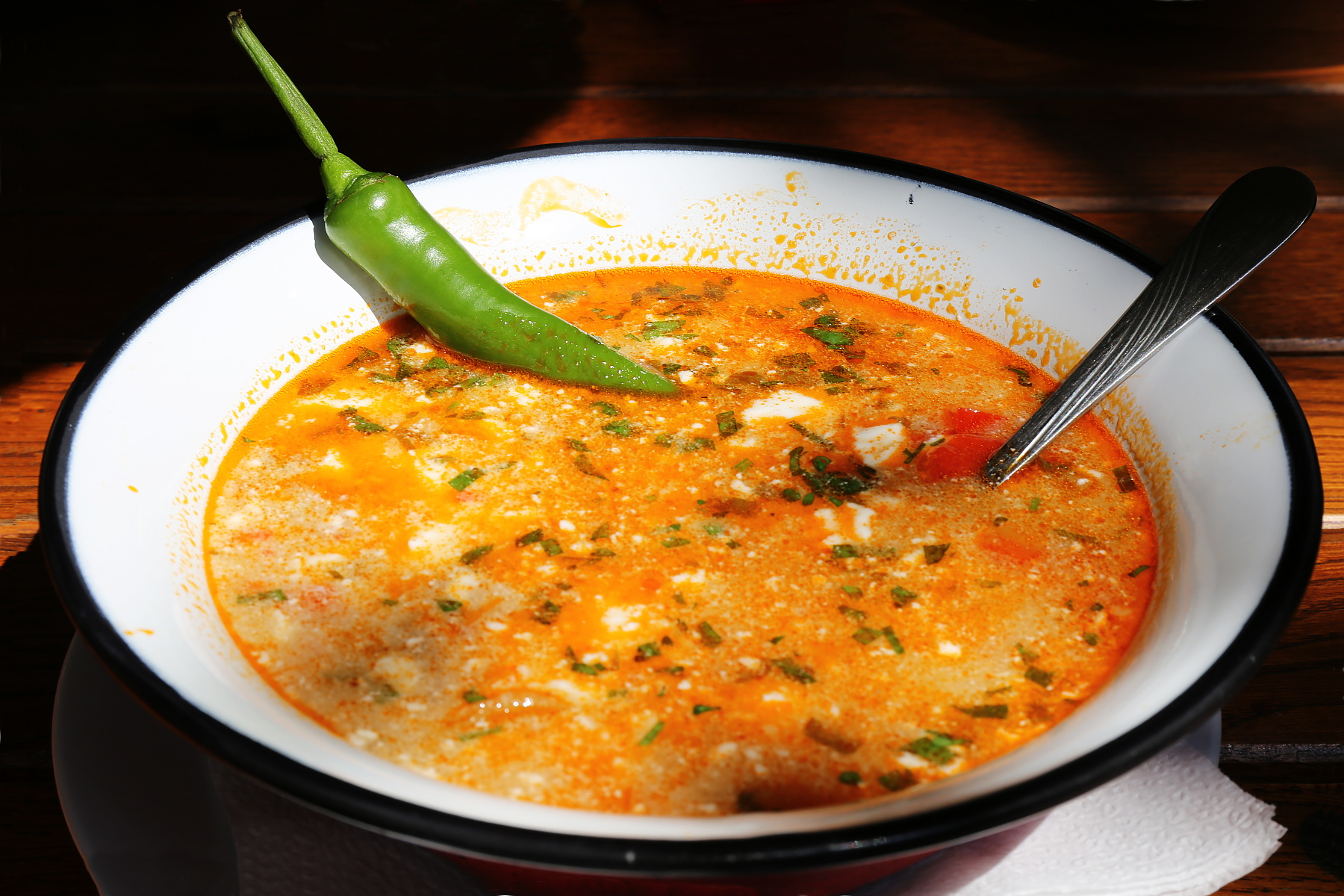

喬爾巴（羅馬尼亞語：Ciorbă）是羅馬尼亞的一種傳統菜餚，做法和羊湯類似。喬爾巴是一種湯類食物，帶有酸味，內含各種蔬菜和肉類。喬爾巴的原料多樣，如土豆、牛肚、魚丸、韭菜、肌肉、牛肉等食材都可以加入喬爾巴。